# Bégard
Bégard (Bear em bretão) é uma comuna francesa na região administrativa da Bretanha, no departamento Côtes-d'Armor. Estende-se por uma área de 36,34 km². Em 2010 a comuna tinha 4 900 habitantes (densidade: 134,8 hab./km²).